# Фламандцы

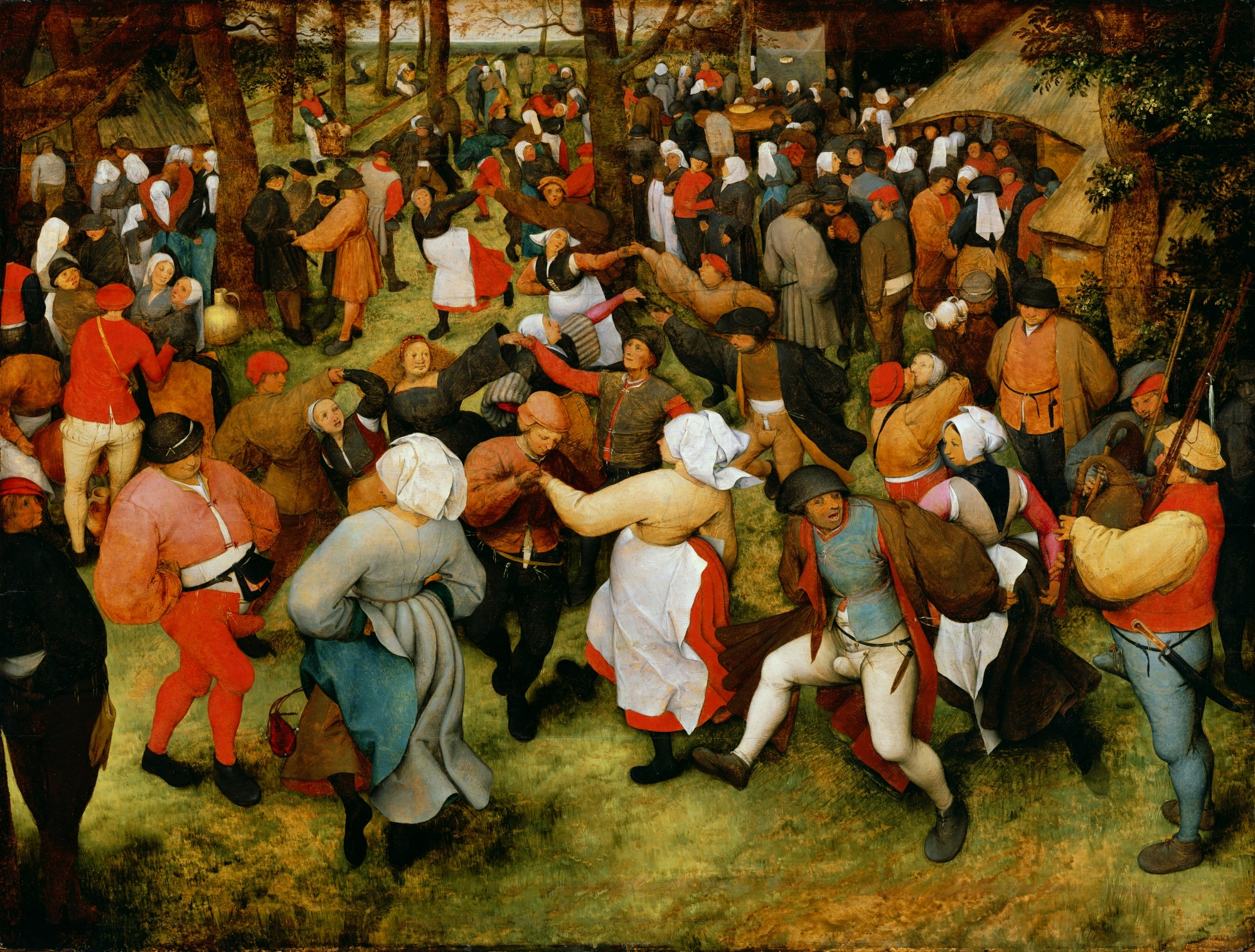
«Свадебный танец». Картина Питера Брейгеля Младшего, 1566 год

Флама́ндцы (самоназвание — Vlamingen, МФА: [ˈvlaːmɪŋən]о файле; западнофлам. Vloamiengn) — германоязычный народ, коренное население Бельгии, наряду с романоязычными валлонами. Общая численность — 7 млн 230 тыс. чел. Населяют северную часть Бельгии — Фландрию (5 млн чел.), южную часть Нидерландов (1,7 млн чел.) и северо-восточную часть Франции (Французская Фландрия; 250 тыс. чел.). Язык — нидерландский (подробнее см. нидерландский язык в Бельгии). В быту фламандцы общаются в зависимости от ситуации и степени владения носителя языка литературной нормой на диалектах нидерландского, представленных во Фландрии, на литературном языке или на промежуточных между литературным языком и диалектом вариантах.
По языку и культуре ближе всего к голландцам.

## Этногенез и история

Фламандцы (красный) в Бельгии

Этнически фламандцы — в основном потомки германских племён франков, батавов, саксов и фризов. В состав фламандского этноса влились также кельтские племена белгов, жившие на этой территории до франкского нашествия и ассимилированные франками. Как этнос сформировались в XVII—XIX веках.
В средние века территория современной Бельгии была поделена на разрозненные княжества: Фландрия, Эно (Генегау), Брабант, Намюр, Лимбург, Люксембург, Камбре, Турне, епископство Льеж. Частично они подчинялись Франции, частично Германии.
Затем история Бельгии связана с историей Нидерландов (см. Голландцы). Эти земли в XV веке перешли от герцогов Бургундских к Габсбургам, то есть вошли в состав Германской империи. Поскольку императоры Германии путём династического брака стали испанскими королями, то Нидерланды (а в их составе и Фландрия) были подчинены Испании. При Филиппе II, короле Испании, началась ожесточённая борьба жителей Нидерландов против иноземного гнёта, и Северные Нидерланды добились свободы, образовав Республику Соединённых провинций. Южные Нидерланды (будущая Бельгия) остались испанским протекторатом. В 1714 году они перешли к Австрии, в 1794 году под влиянием Французской революции произошла Брабантская революция, область была включена в состав Франции. После Наполеона её присоединили к Нидерландам.
В 1830 году под влиянием Французской июльской революции произошла Бельгийская революция. Было создано независимое государство. С начала своего существования оно проводило политику, не учитывавшую языковых, культурных и экономических прав фламандцев, хотя они составляют большинство населения страны. В частности, единственным официальным языком Бельгии был объявлен французский. Между фламандцами и франкоязычным населением возникают противоречия. В конечном счёте Бельгия в результате ряда государственных реформ 1970—1993 годов была преобразована в федерацию регионов и языковых общин.
Официальные языки в Бельгии — нидерландский, французский и немецкий, однако ни один из них не обладает официальным статусом на всей территории страны. По-немецки говорят почти исключительно в восточной части Бельгии, которая раньше (до Первой мировой войны) принадлежала Германии. Брюссельский столичный регион, который со всех сторон окружён территорией Фламандского региона, официально пользуется французским и нидерландским языками. Ввиду двуязычия страны названия некоторых населённых пунктов и других географических объектов имеют по два варианта: Mons — Bergen, Namur — Namen, Courtrai — Kortrijk, Louvain — Leuven, Liège — Luik, Gand — Gent, Ostende — Oostende, Anvers — Antwerpen, Audenarde — Oudenaarde, Bruges — Brugge, Malines — Mechelen.

## Символика

Флаг Фландрии

Национальным символом фламандцев является флаг с изображением чёрного льва на жёлтом фоне, с белой окантовкой и красными когтями и языком. Он появился при Филиппе Эльзасском, графе Фландрии с 1162 года. При герцогах Бургундских он использовался в гербе, а при создании Соединённых Нидерландов стал символом Восточной Фландрии. Флаг не является государственным, это — символ фламандских националистов.

## Хозяйство и быт
Население живёт практически полностью в городах, в настоящее время традиционные сельские дома и усадьбы остаются лишь в этнографических заповедниках. Традиционное поселение — хутор. Тип дома — т. н. дом с длинным фронтоном, объединяющий жильё и хозяйственные помещения в одну длинную постройку. В отличие от валлонского дома фламандский оштукатурен и окрашен в белый, жёлтый или розовый цвет. Характерны украшения конька крыши в виде лебединых голов.
Традиционная одежда сходна с голландской. У женщин это — рубашка и кофта, тёмный корсаж, несколько юбок, фартук, большая цветная или клетчатая шаль, чёрный шёлковый платок с бахромой, кружевные чепцы.
Традиционная пища: овощные, крупяные блюда, солёная рыба, преимущественно сельдь, куриный суп.
По праздникам выпекаются пироги и булочки.
Семьи более многодетны и патриархальны, чем у валлонов. Взрослые дети живут обычно с родителями. В городах сохраняются средневековые гильдии и клубы.
Из ремёсел издавна славятся производство тонких льняных тканей, фламандских кружев, обработка металла.

## Искусство и культура
До конца XVI века искусство Нидерландов и Фландрии составляло единое целое. Территория, включающая сегодня Нидерланды, Бельгию и Люксембург, иначе говоря, Бенилюкс, называлась Старые Нидерланды и была едина. Затем, в силу вышеописанных политических событий, провинции разделились. В XVII—XVIII веках Фландрия стала называться Южными, Испанскими, а позже — Австрийскими Нидерландами, а искусство — фламандским, а ещё позже, с образованием нового государства, Бельгии, бельгийским.
В архитектуре Фландрии от предыдущего периода, общенидерландского, сохранились романские и готические памятники, ратуша и муниципальный музей в Брюсселе на Гранд-плас, церковь Св. Бавона в Генте, городская Башня (Белфорт) в Брюгге и др. Фландрия была в XVII веке одним из ведущих центров парадного стиля барокко. Памятники XVII—XVIII веков — церковь Синт-Каролус-Борромеускерк и Королевский дворец в Антверпене, гильдейские дома на Гранд-Плас в Брюсселе и др. Широко известен дом Рубенса, построенный по его собственному проекту. Тип городского дома во Фландрии — узкий высокий фасад, в три-пять окон, с фронтоном, украшенный богатым орнаментом. Позже на смену национальным традициям приходит французское влияние.
В XVII веке существовала очень сильная фламандская школа живописи. Выдающийся мастер этой школы — Питер Пауль Рубенс, сын юриста, имел разностороннее образование, учился у Т. Верхахта, А. ван Норта, О. Вениуса, был в Италии и Испании. Служил придворным живописцем у герцога Мантуанского, а затем у правителей Южных Нидерландов. Другие известные мастера: Антонис ван Дейк (1599—1641), Якоб Йорданс (1593—1678), Ян Фейт (1611—1661), Франс Снейдерс (1579—1657), Давид Тенирс (1610—1641), Абрахам Янсенс ван Нёйсен (1575—1632), Питер Брейгель Старший (около 1525—1569 гг.). Живопись Фландрии отличается от голландской большей пышностью, характерной для стиля барокко. В результате воздействия правящих кругов развивалась в основном французская культура, фламандская же приходила в упадок.
У фламандцев существуют литературные традиции, легенды, исторические предания, песни, баллады, фольклор. В XVIII веке и в последующее время писатели Фландрии старались поднять свою национальную литературу. В XVIII—XIX веках по-нидерландски писали: Я. Ф. Виллемс (1793—1846), К. Ледеганк (1805—1847), ван Дёйсе (1804—1859), представители романтизма. Позже стали появляться и другие направления: реализм, натурализм, мистика, символизм и экспрессионизм, которые имели и противников, антифашистские настроения. Наиболее крупные представители: П. ван Остайен (экспрессионизм), В. Ловелинг и А. Бергман (социальный роман XIX века), Г. Тейрлинг (драматург, декадент).

### Комментарии
1. ↑  Перепись населения США не проводит различия между фламандцами и валлонами, поэтому численность первых неизвестна.
2. ↑  В 2011 году 13 840 респондентов указали фламандское этническое происхождение. Ещё 176 615 указали бельгийское.

## Использованная литература
- Большая Российская энциклопедия, том 3, статья «Бельгия».
- Краткая художественная энциклопедия, Искусство стран и народов мира, том 1, статья «Бельгия». М. — 1962.
- Краткая литературная энциклопедия, под ред. А. А. Суркова, М. — 1968.
- Народы и религии мира, под ред. В. А. Тишкова, М. — 1998.